# Stephen Green (baron Green de Hurstpierpoint)
Pour les articles homonymes, voir Stephen Green.
Stephen Green, né le 7 novembre 1948, est, jusqu'en 2010, président du Groupe HSBC. Il est un ancien ministre d'État pour le Commerce et l'Investissement. 

## Biographie

### Études et vie privée
En 1966, il est diplômé de PPE (Politique, Philosophie, Economie) de l'Exeter College de l'Université d'Oxford et en 1971, d'un MBA du Massachusetts Institute of Technology.
Stephen Green est également diacre de l'Église d'Angleterre.

### HSBC
Il succède à John Bond à la tête du groupe HSBC quand ce dernier prend sa retraite le 26 mai 2006. Il est décrit comme « au cœur » du scandale SwissLeaks, des documents affirmant l'existence d'un système d'évasion fiscale encouragé par la filiale suisse d'HSBC.

### Pair
Le 16 novembre 2010, il est créé pair à vie dans la pairie du Royaume-Uni en tant que « baron Green de Hurstpierpoint », de Hurstpierpoint dans le comté de West Sussex. Ce titre lui permet de siéger immédiatement à la Chambre des lords.

### Ministre
Du 11 janvier 2011 au 11 décembre 2013, il exerce la fonction de ministre d'État pour le Commerce et l'Investissement au Département des Affaires, de l'Innovation et du Savoir-faire et au Bureau des Affaires étrangères et du Commonwealth.